# Brenița, Silistra
Brenița (în bulgară Бреница, în română Caramehmetler) este un sat în comuna Tutrakan, regiunea Silistra, Dobrogea de Sud, Bulgaria. 
Între anii 1913-1940 a făcut parte din plasa Turtucaia a județului Durostor, România. Lângă localitate a mai existat o așezare (azi dispărută) ce se numea Salihler în timpul administrației românești și Bratimir în bulgară.

## Demografie
Componența etnică a satului Brenița
     Bulgari (10,63%)
     Turci (75,31%)
     Nicio identificare (14,04%)
     Altele (0%)
La recensământul din 2011, populația satului Brenița era de 235 locuitori. Din punct de vedere etnic, majoritatea locuitorilor (75,31%) erau turci, cu o minoritate de bulgari (10,63%). Pentru 14,04% din locuitori nu este cunoscută apartenența etnică.